# Trzebinka (dopływ Prudnika)
Trzebinka – rzeka na ziemi prudnickiej, w południowo-zachodniej Polsce, w województwie opolskim, powiecie prudnickim. Dopływ rzeki Prudnik. Jej źródło znajduje się w okolicy Dębowca w Lesie Prudnickim. Jej jedynym dopływem jest Graniczny Potok, długości 8,53 km.